# Sandy Brondello
Sandra Anne Brondello (nacida el 20 de agosto de 1968 en Mackay, Queensland, Australia) es una exjugadora de baloncesto australiana. Consiguió 5 medallas en competiciones internacionales con Australia. Actualmente es entrenadora de las New York Liberty en la WNBA.